# Abdij Ter Kameren

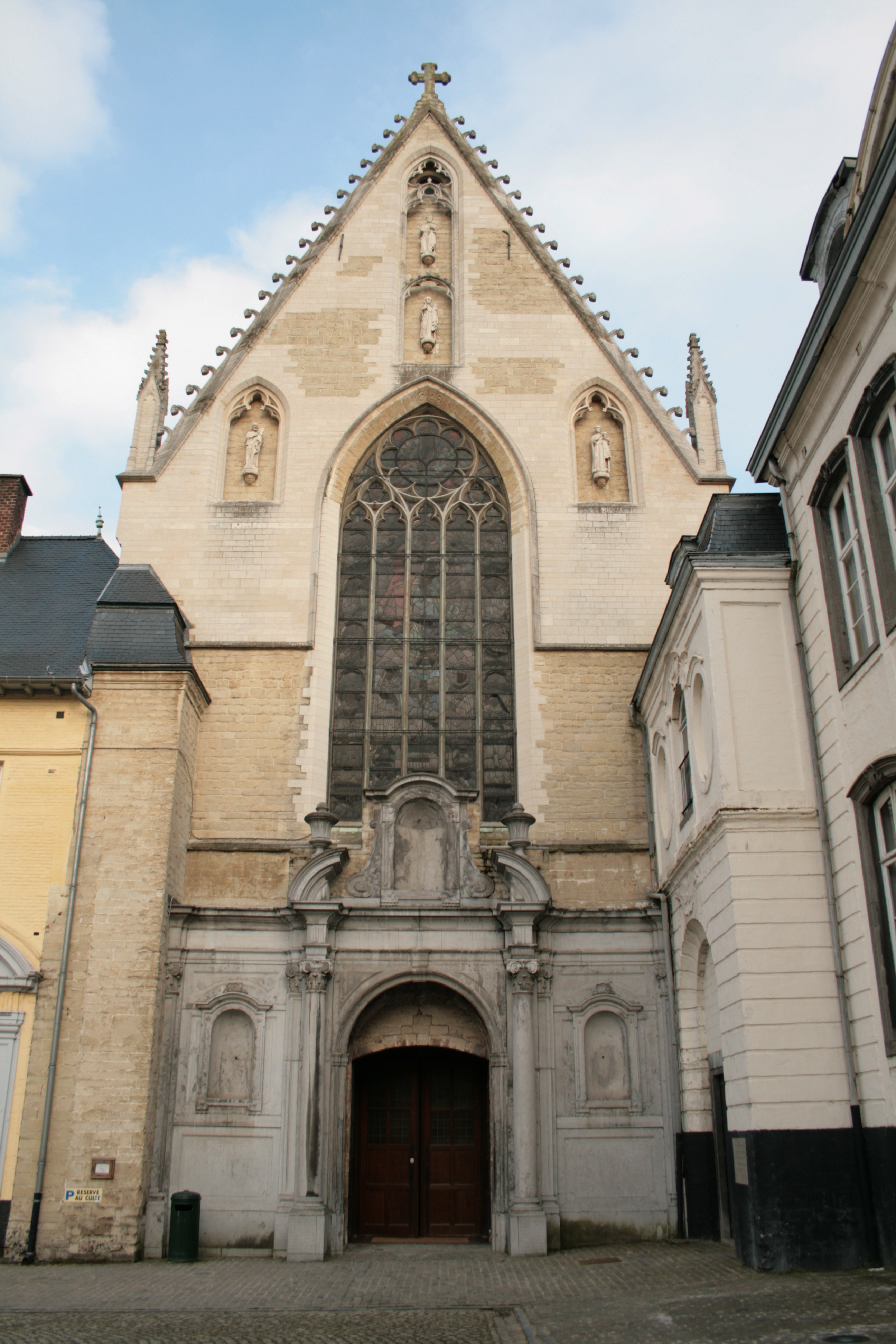
Abdijkerk

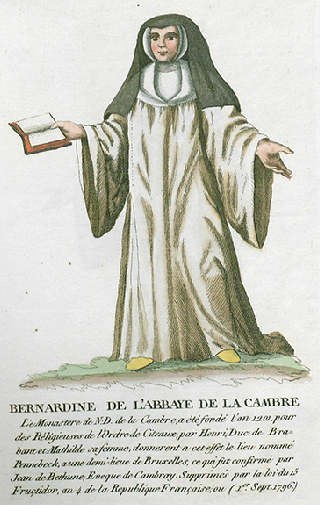
Typische klederdracht van een cisterciënzerin of bernardin van Ter Kameren

De Ter Kamerenabdij (Frans: Abbaye de la Cambre) was een Cisterciënzerinnenabdij gelegen in de Brusselse gemeente Elsene. Sinds de zuidelijke uitbreiding van Brussel ligt het grootste deel in de gemeente Brussel en een kleiner deel in Elsene.
De abdij ligt vlak bij het Ter Kamerenbos.

## Geschiedenis
De Ter Kamerenabdij werd in de 13e eeuw (1201) gesticht door de hertog van Brabant en Neder-Lotharingen, Hendrik I, en zijn echtgenote Mathilde en opgericht aan de bron van de Maalbeek in het dal van Pennebeke. De abdij werd "Camera beatae Mariae" (De kamer van Onze-Lieve-Vrouw) genoemd. Ze werd oorspronkelijk ook wel Abdij van Pennebeke genoemd. In eerste instantie werd de abdij opgericht los van het kapittel van de nabijgelegen Sint-Goedelekerk; de abdij werd pas 30 jaar later (1232) erkend door het Sint-Goedelekapittel.
De abdij zal in de loop van zijn bestaan twee heiligen voortbrengen: Bonifatius van Lausanne en Aleidis van Schaarbeek (Sint Bonifaas en Sint-Alice). Hierdoor werd de abdijkerk een belangrijke bedevaartplaats. Zo kwam Margareta van Parma jaarlijks op bedevaart naar de relieken van Sint-Bonifatius, die aanroepen werd tegen koortsen.
Ook heeft de abdij enkele buitenhoven gehad, waaronder Lansrode (Sint-Genesius-Rode), Quakenbeek (Vorst), Brucom (Sint-Pieters-Leeuw), Houtem (Vilvoorde), Nova Curia (Ukkel), Beveriren (Overijse), Giersbergen (Drunen) en Koningslo (Vilvoorde). 
De abdij werd geplunderd en in brand gestoken tijdens de 16e-eeuwse godsdienstoorlogen en tijdens de invallen der Fransen omstreeks 1672, waarbij de religieuzen hun toevlucht zochten in hun refugiehuis in Brussel. Na deze verwoestingen werden de abdijgebouwen herbouwd, voornamelijk in Lodewijk XV-stijl. In de 17e eeuw werden een brouwerij, molen, hoeve, schuur, varkenskwekerij en huisvesting voor de knechten gebouwd. In de 18e eeuw het abtenhuis. De Abdijkerk bleef echter in gotische stijl behouden. De abdij was een van de rijkste van de Zuidelijke Nederlanden. In 1756 was er een jaarinkomen van 46.597 gulden en in 1794 was dat 47.691 gulden. 
In de abdij verbleven tussen de 15 en 55 religieuzen. Daarnaast waren er conversinnen (lekenzusters), kapelaans, bedienden en werklui. Tot halfweg de 18e eeuw werd er in de abdij uitsluitend Nederlands gesproken. Aan de abdij was een kostschool verbonden voor ongeveer vijftig leerlingen, waaronder ook gewone volksmeisjes. Hierdoor ontsnapte de abdij aan afschaffing bij de religieuze hervorming van keizer Jozef II aan het einde van de 18e eeuw.
De abdij werd opgeheven in 1796 ten tijde van de Franse bezetting. Het grondbezit van 550 ha werd verkocht. De abdij werd gekocht door Michiel-Jan Simons, zoon van de koetsenbouwer Jan. De gebouwen werden in 1810 door de (toenmalig Napoleontische) overheid gekocht en werd achtereenvolgens een toevluchtsoord voor bedelaars, een landbouwkolonie en de Militaire School. Een deel van de abdijgebouwen werd gesloopt. De kerk werd een parochiekerk, gewijd aan Sint-Philippus Nerius. De gebouwen bleven ook onder Nederlands (vanaf 1815) en Belgisch bestuur (vanaf 1830) bezit van de overheid, met name van het Ministerie van Oorlog. In 1932 werd de abdij gerestaureerd en naar de oorspronkelijke plannen herbouwd.
Tot 2020 was het Nationaal Geografisch Instituut gehuisvest in gebouwen van de Ter Kamerenabdij.

## Lijst van de abdissen
- 1202 : Gertrudis
- 1229 : Oda
- Ermentrude
- 1245 : Margareta van der Biest
- Alix
- Margareta II
- 1291 : Ermengarda
- Alix II de Froidmont
- Margareta III
- Elisabeth van IJssche
- Elisabeth II Poots
- Marie Scotelvoets
- Ida
- Alix III
- Hedwigis t'Swaefs
- Marie II van Thienen
- Alix IV
- Catharina Thijs
- Elisabeth IV
- 1421-†1430 : Elisabeth V Dumont
- †1442 : Maria III Belande
- †1444 : Maria IV de Ligne
- Catharina II van Assche
- †1477 : Margareta IV s'Mols (= de Mol)
- †1490 : Joanna s'Mols (= de Mol)
- 1490-1512 : Maria V s'Mols (= de Mol)

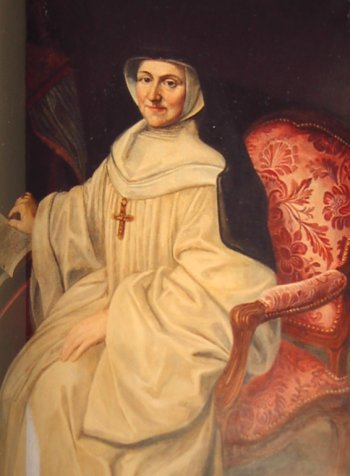
Marie Alexandrine Snoy (dame Séraphine)

- 1519-†1556 : Elisabeth VI van den Berghen
- 1540-1554 : Magdalena van Ittre
- 1554-1557 : Maria de Barbançon alias de Ligne
- 1557-1562 : Anna van der Cam
- Barbara de Tassis, werd vanaf sept. 1593 door Edme de la Croix vervangen
- 1593-1599 : Catharina van Ittre
- 1599-1642 : Joanna de Henin
- 1642-1668 : Maria Rovelly
- 1668-1683 : Françoise de Boussu
- 1616-†1709 : Isabelle-Claire-Eugénie Schetz van Grobbendonk
- 1712-1718 : Ernestine de Gand
- 1718-1735 : Louise Dellano, eigenlijk: de Llano y Velasco
- 1735-1756 : Benoîte Anthony
- 1757-12 mei 1794 : Séraphine Snoij

## Bestemming
De École nationale supérieure des arts visuels, bekend als "La Cambre" is gevestigd in de Ter Kamerenabdij. Dit instituut wordt beheerd door de Franse Gemeenschap. De tuinen worden onderhouden door de gemeenten Brussel en Elsene.
In oktober 2013 vestigden zich opnieuw religieuzen in de abdij. Drie norbertijnen verrichten er pastorale taken. Het gaat om twee paters van de abdij van Leffe en een Engelse pater van de priorij van Chelmsford.

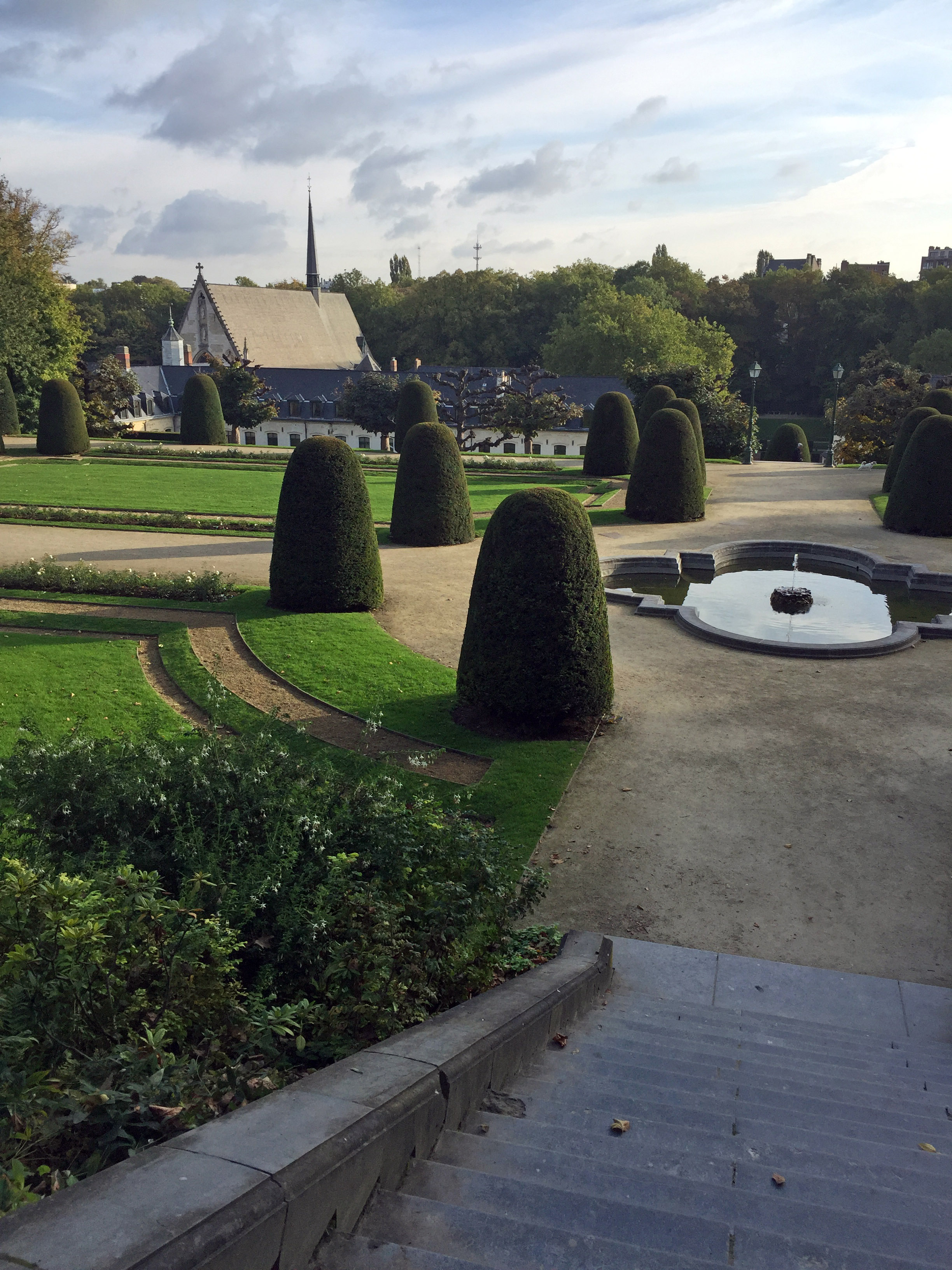
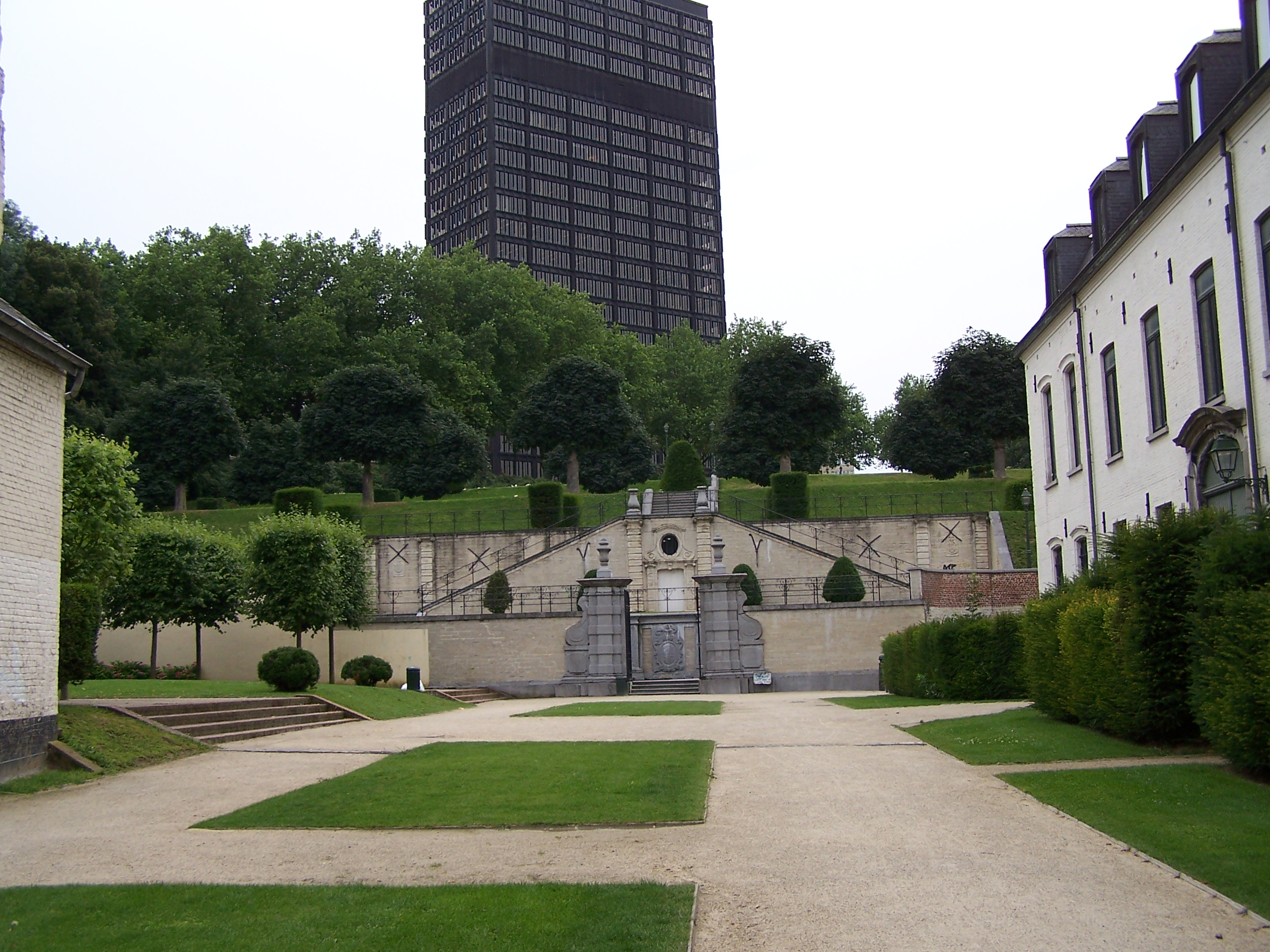
Tuin van de abdij
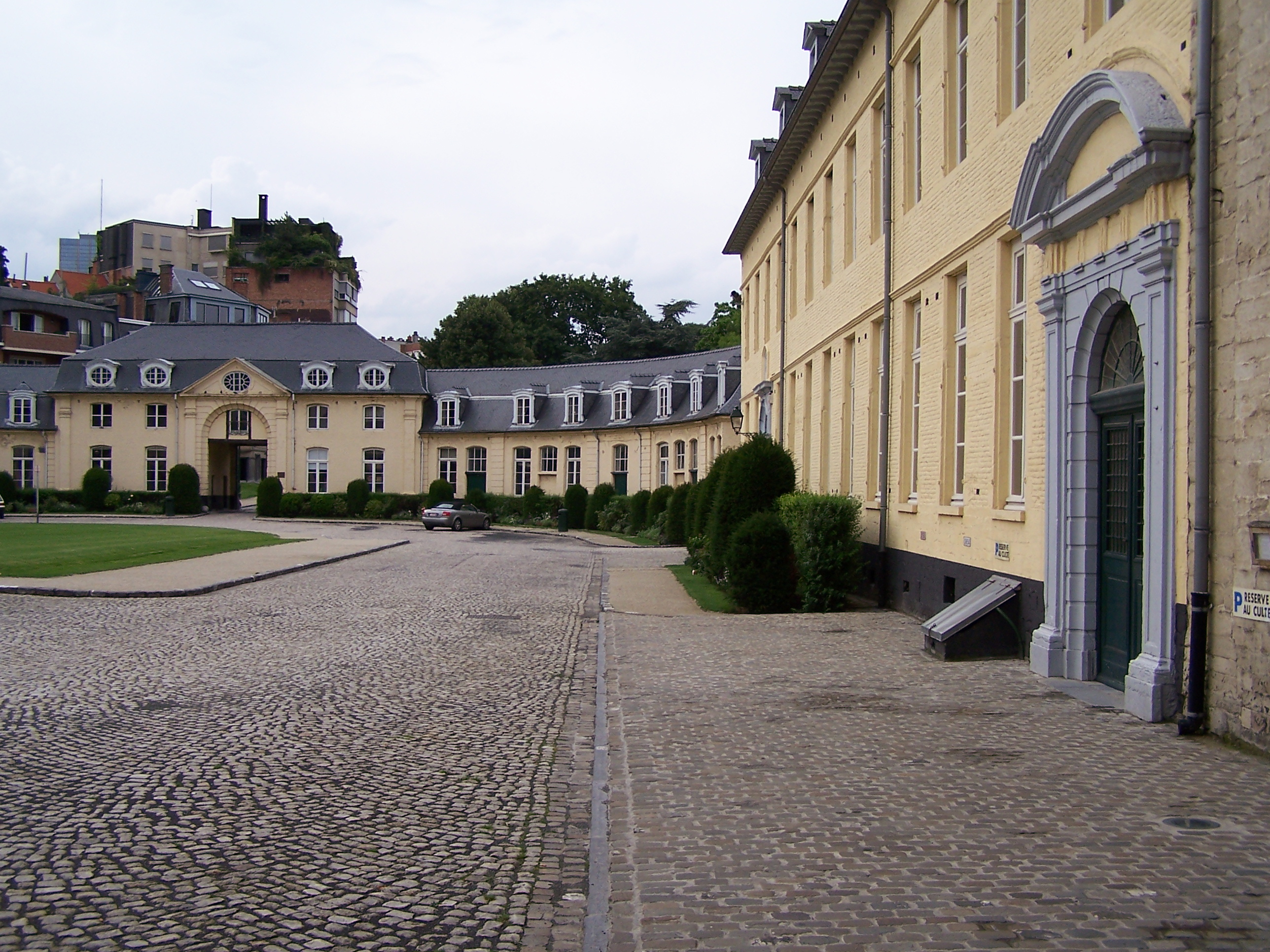
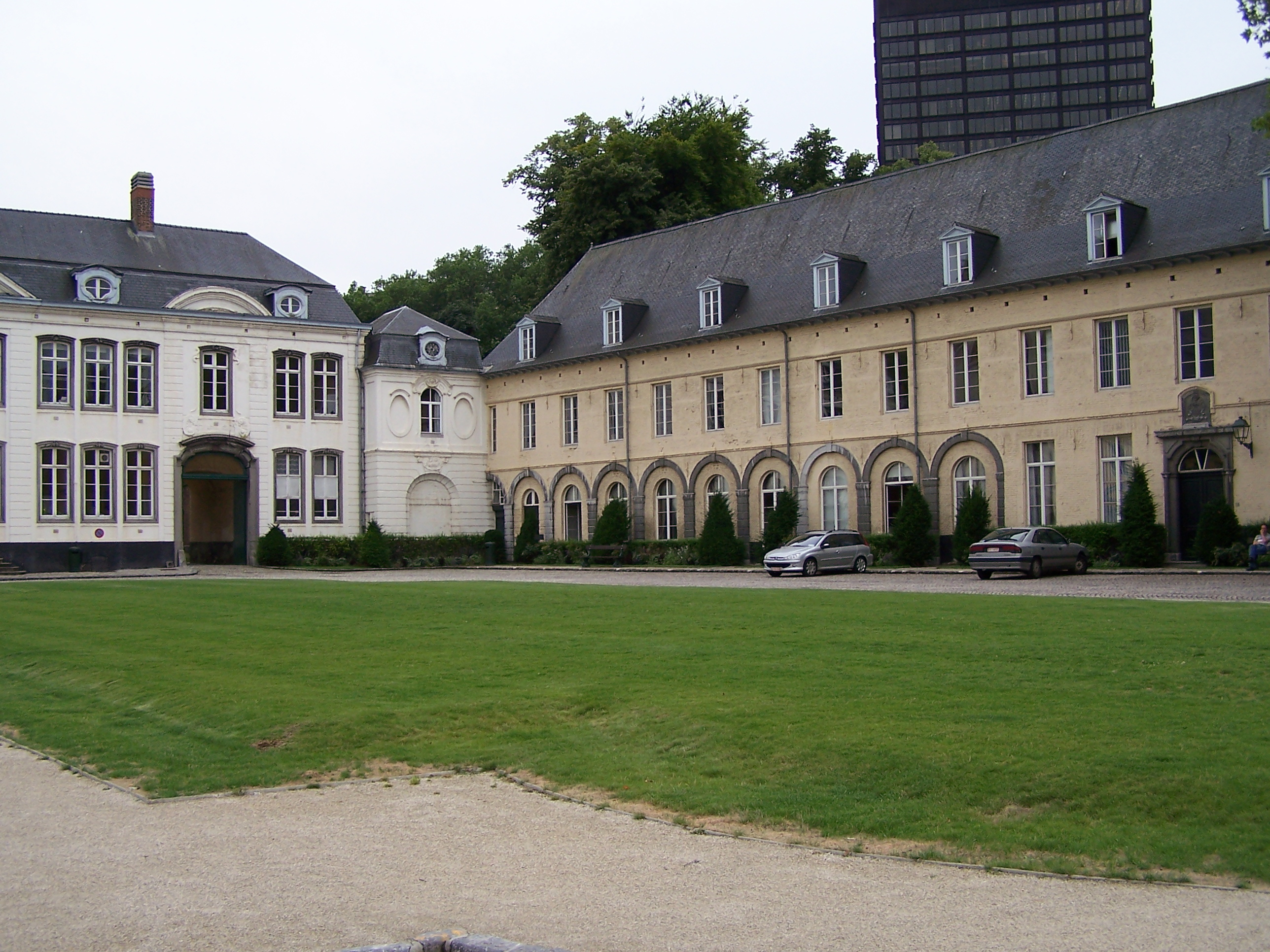
Abdissenpaleis (links) in classicistische stijl, gebouwd in opdracht van abdis Seraphina Snoy
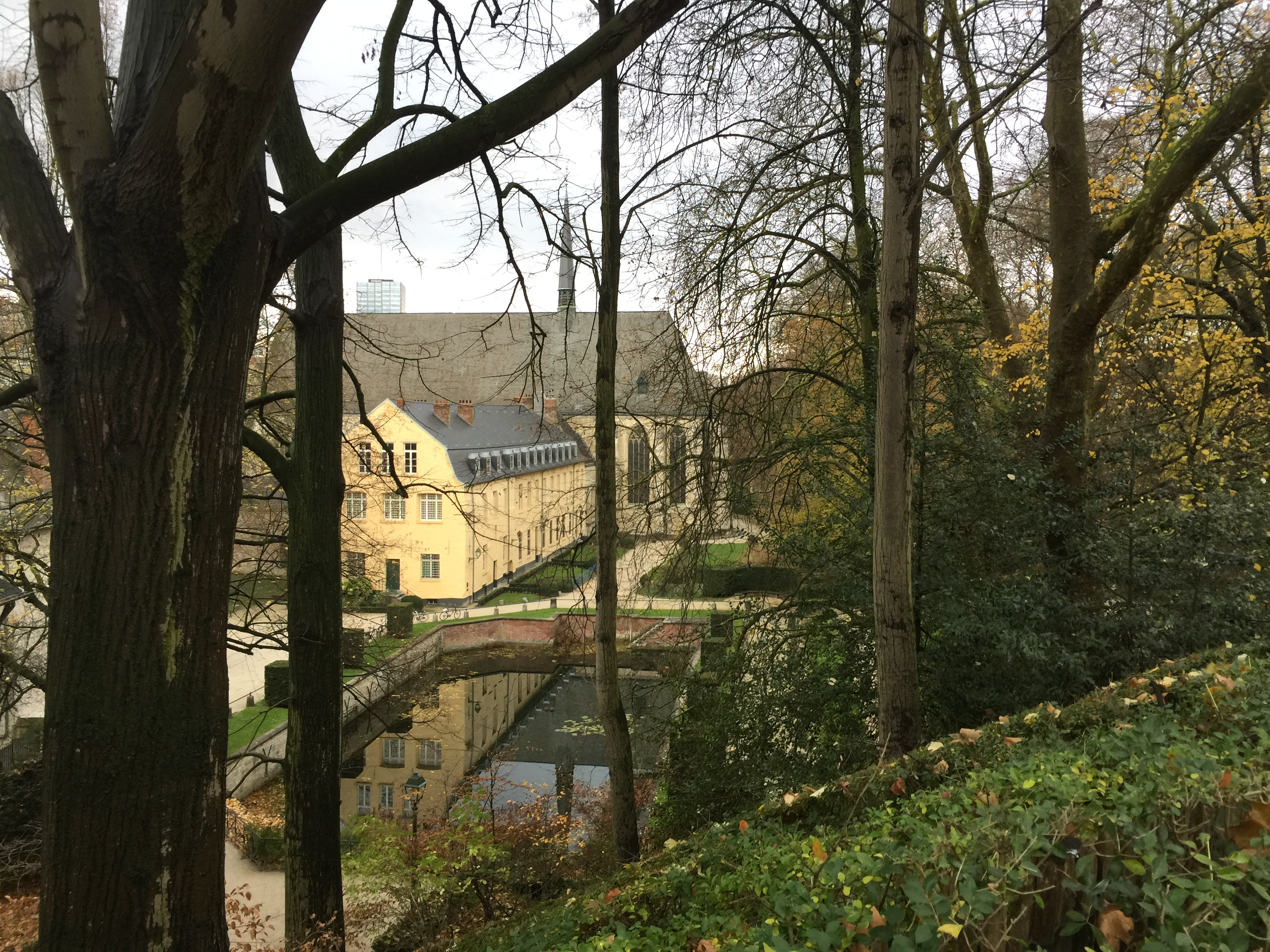

Abdij van Vorst (1105) · Abdij Ter Kameren (1201) · Priorij Hertoginnedal (1262) · Priorij Groenendaal (1349) · Rood Klooster (1374) · Priorij Zevenborren (1388) · Priorij Ter Cluysen (1399) · Priorij Bois-Seigneur-Isaac (1416) · Klooster van Boetendaal (1467) · Kapucijnenklooster van Tervuren (1626)